# Fred Robsahm
Fred Robsahm, auch Fred Robsham (* 29. Juni 1943; † 26. März 2015) war ein norwegischer Schauspieler, der in den 1960er und 1970er Jahren vor allem in Italowestern spielte.
Robsahm kam 1967 nach Italien; der laut Dizionario del cinema italiano gutaussehende, blonde, aber ausdrucksschwache Skandinavier erhielt schnell gewichtige Rollen in Genrefilmen. Er war mit der italienischen Schauspielerin Agostina Belli verheiratet. Persönliche Probleme und Konflikte mit dem Gesetz sorgten Mitte der 1970er Jahre für ein abruptes Ende seiner Karriere. Sein Leben wurde 2007 vom norwegischen Regisseur Even Gottfred Benestad verfilmt ("Natural Born Star"). In den späten 1980er Jahren wurde er mit HIV infiziert.
Sein Name wird oftmals als Fred Robsham angegeben; seine Schwester Margarete ist ebenfalls im Filmgeschäft aktiv.

## Filmografie
- 1967: Bandidos
- 1968: Heute ich… morgen Du! (Oggi a me… domani a te!)
- 1968: Barbarella
- 1968: Django und Sartana, die tödlichen Zwei (Una lunga fila di croci)
- 1969: Flashback
- 1969: Django und die Bande der Bluthunde (Django il bastardo)
- 1970: Nel giorno del signore – Regie: Bruno Corbucci
- 1971: Black Killer
- 1973: Sepolta viva – Regie: Aldo Lado
- 1973: Ingrid sulla strada – Regie: Brunello Rondi
- 1973: Vier Fäuste schlagen wieder zu (Carambola)
- 1974: Il figlio della sepolta viva – Regie: Luciano Ercoli
- 1974: Die Sünden der Lucrezia Borgia (Lucrezia giovane) – Regie: Luciano Ercoli
- 1975: Sonne, Sand und heiße Schenkel (Peccati di gioventù) – Regie: Silvio Amadio